# 말레이-포르투갈 전쟁

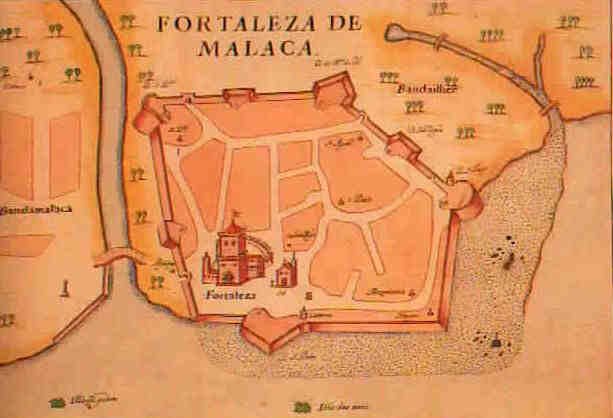
1630년 믈라카 요새를 묘사한 그림

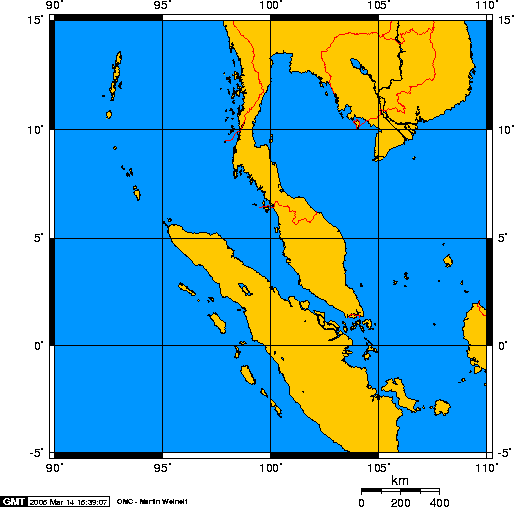
믈라카 해협

말레이-포르투갈 전쟁은 믈라카 군대와 조호르 술탄군, 네덜란드 동인도회사 연합군대가 포르투갈 제국군과 벌인 전쟁이다.

## 배경
항구도시 믈라카는 세계의 주요 항로들 중 하나인 믈라카 해협을 바로 바라보는 위치에 자리하고 있고, 이 곳을 차지하는 세력은 중국과 인도를 잇는 가장 중요한 무역 거점을 확보하게 되는 것이나 마찬가지였다. 이로 인해 포르투갈 제국의 마누엘 1세는 믈라카를 점령하여 인도와 중국을 연결하는 해상 항로를 장악하고 막대한 부를 창출하려 하였다. 마누엘 1세는 1505년에도 예멘의 아덴을 장악하여 무슬림 상인들이 인도양으로 무역하는 것을 막았으며, 오무즈를 공격하여 알렉산드리아를 통한 해상 무역을 가로막은 바 있다. 이번에는 믈라카를 확보해 중국과의 무역까지 통제하려 한 것이다.

## 믈라카 정복
1509년, 포르투갈의 마누엘 1세는 믈라카의 술탄과 외교 관계를 맺기 위해 4척의 배를 보냈다. 믈라카의 술탄은 처음에는 이들을 호의를 갖추어 대해주었으나, 그의 신하들이 포르투갈인들을 쫓아내야 한다고 강력히 요구하자 술탄은 어쩔 수 없이 포르투갈인들을 공격, 여러 명을 죽이고 쫓아냈으나 상당수가 함대로 달아났다. 이후 17척에서 18척에 달하는 포르투갈 해군 함대가 인도를 떠나 믈라카로 향했고, 1511년 7월에 처음 공격을 시작했다. 처음에는 실패하였으나, 여러 시도를 반복한 끝에 결국 믈라카 군대의 궁기병들과 지리적 불리함을 극복하고 8월에는 믈라카를 완전히 함락시켰다. 이후 포르투갈인들은 이를 축하하며 믈라카에서 잡은 코끼리를 로마에 있는 교황 레오 5세에게 보냈다.

## 중국의 개입
포르투갈이 마음대로 믈라카를 정복한 것에 불만을 품은 명나라는 중국 광저우에 거주하는 포르투갈인들을 체포, 고문한 이후 죽였다. 믈라카 술탄국은 명나라에 조공을 바치는 국가였기에, 이를 점령한 것을 명나라의 중화질서에 도전한 것으로 여긴 것이다. 믈라카인들은 포르투갈이 믈라카를 점령한 것을 명나라에 보고했고, 명나라는 그 후 즉시 적대적인 태도를 취하기 시작했다. 믈라카인들은 포르투갈인들이 무역을 빙자하여 영토 정복을 꾀했으며, 포르투갈인들이 저지른 잔혹 행위들을 일러바쳤다. 당시 믈라카는 명나라의 보호 하에 있었고, 명나라 조정은 믈라카 정복을 명나라 침략과 같은 급으로 규정하였다.
믈라카의 사건으로 인해, 포르투갈인들이 명나라로 도착했을 때 그들은 전혀 좋은 대우를 받지 못했다. 포르투갈인들은 '중대한 위협'에 처했다고 썼으며, 중국인들은 대부분 그들을 매우 적대적으로 대했다. 믈라카에서 도망쳐나온 술탄이 보낸 보고서는 명나라 조정이 23명의 포르투갈인들을 체포, 사형시킨 후 나머지 사람들을 감옥에 가두도록 만들었다. 포르투갈 정부가 중국 근처에 무역 기지들을 설치하고, 심지어 명나라 해안에 해적질을 감행하자 명나라는 결국 중국 내에 있는 모든 포르투갈인들을 쫓아내버렸다. 이 중 포르투갈의 무역 사절은 아예 감옥 안에서 죽었을 정도였다. 나머지 포르투갈인들은 평생 감옥 안에서 갇혀 살았다.
1521년, 명나라 함대는 포르투갈 함대와 싸워 이겼다. 이 전투에서 포르투갈인들이 워낙 큰 참패를 당했기에, 그들은 짐들과 배들까지 다 버리고 단 3척의 배만 이끌고 도망쳐야 했다. 그들이 도망친 것도 명나라 함대가 마지막 공격을 퍼붓기 전에 돌풍이 불어 명나라 함대의 진영이 흩어졌기에 가능한 일이었다. 중국인들은 전쟁 중에 확보한 포르투갈 사신들을 잡아놓고, 이를 인질로 삼아 믈라카의 술탄을 다시 제자리에 되돌려놓을 요구했다.
중국은 끊임없이 포르투갈인들이 보이는 족족 죽이거나 감옥에 잡아넣었고, 포르투갈의 재산들을 압류하거나 강제로 압수하였다. 1522년, 이를 보다못한 포르투갈 정부는 함대를 다시 보내 국교를 재수립하기 위해 노력했으나, 이는 실패로 돌아갔고 또다시 전투를 치르게 되었다. 이 전투에서도 포르투갈이 졌고, 포르투갈 함대는 믈라카로 퇴각할 수 밖에 없었다. 이후 중국은 믈라카의 술탄에게 인질로 잡혀 있는 포르투갈 사절들의 처우를 정하게 하였다. 결국 사절들은 몸이 갈기갈기 찢겨 죽었고, 그들의 성기는 입 안에 쑤셔넣어져 모든 사람들이 그 시체를 볼 수 있도록 거리에 내던져졌다. 더많은 포르투갈 상선과 군선들이 명나라 해안에 정박할 때마다 중국 군대가 이를 공격하여 더 많은 사람들을 포로로 잡았고, 이들도 모두 사절들과 같은 최후를 맞았다.

### 명나라의 포르투갈 보이콧
명나라 상인들은 포르투갈이 믈라카를 정복한 이후, 믈라카에 가지 않았다. 인도네시아 자바에 머무르던 중국인들은 무슬림들이 다시 믈라카를 되찾도록 도와주려 하였다.

## 라카도 곶
한때 믈라카 술탄국의 수도였던 믈라카는 1511년에 포르투갈에 의해 점령되었고, 이후 믈라카 술탄은 조호르로 도망쳐 조호르 술탄국을 세워 믈라카를 되찾기 위한 전쟁을 계속했다. 한편 포르투갈은 믈라카를 요새화시키고, 믈라카 해협을 통해 지나가는 엄청난 양의 말레이 향신료, 중국과 인도 물품 등의 교역을 통제하였다. 상황이 이렇게 되자 네덜란드 동인도 회사는 극동아시아 지역과의 무역을 활성화시키기 위해서는 포르투갈이 차지하고 있는 믈라카를 반드시 중립화시켜야 한다고 결정하게 되었다.

## 믈라카 최후의 전투
17세기 초, 네덜란드 동인도회사는 포르투갈 치하 믈라카를 공격하기 위한 계획에 착수했다. 그시기에 포르투갈은 믈라카에 거대한 요새를 세웠으며, 강력한 군대를 주둔시켜 놓은 상태였다. 네덜란드 군대는 점차 공세적인 성향을 띠기 시작했고, 첫 전면전은 1606년에 네덜란드 함대 11척이 믈라카 요새를 공격한 것으로 시작했다. 네덜란드의 공격은 실패했지만, 포르투갈 또한 심각한 피해를 입었으며, 이로 인해 결국 조호르 술탄국과의 전쟁에서도 패하게 된다.

## 같이 보기
- 말레이시아의 역사